# Sälla
Sälla är en sjö i Arjeplogs kommun i Lappland och ingår i Skellefteälvens huvudavrinningsområde. Sjön är 9 meter djup, har en yta på 2,93 kvadratkilometer och befinner sig 424,1 meter över havet. Sjön avvattnas av vattendraget Skellefteälven.

## Delavrinningsområde
Sälla ingår i det delavrinningsområde (733022-159257) som SMHI kallar för Utloppet av Sälla. Medelhöjden är 430 meter över havet och ytan är 6,31 kvadratkilometer. Räknas de 232 avrinningsområdena uppströms in blir den ackumulerade arean 4 214,26 kvadratkilometer. Avrinningsområdets utflöde Skellefteälven mynnar i havet. Avrinningsområdet består mestadels av skog (42 procent). Avrinningsområdet har 2,97 kvadratkilometer vattenytor vilket ger det en sjöprocent på 47 procent. Bebyggelsen i området täcker en yta av 0,64 kvadratkilometer eller 10 procent av avrinningsområdet.

## Bilder

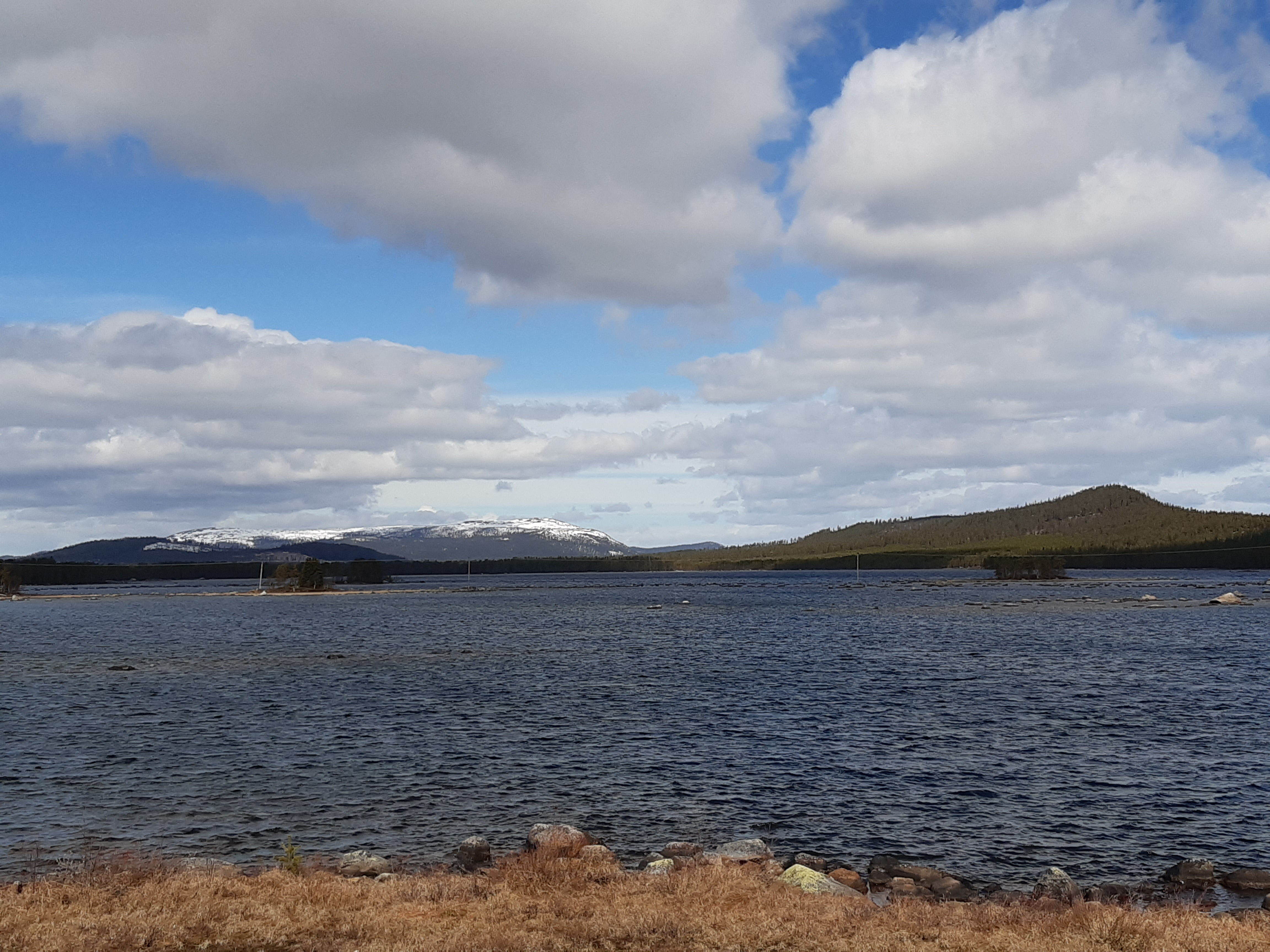
Sälla
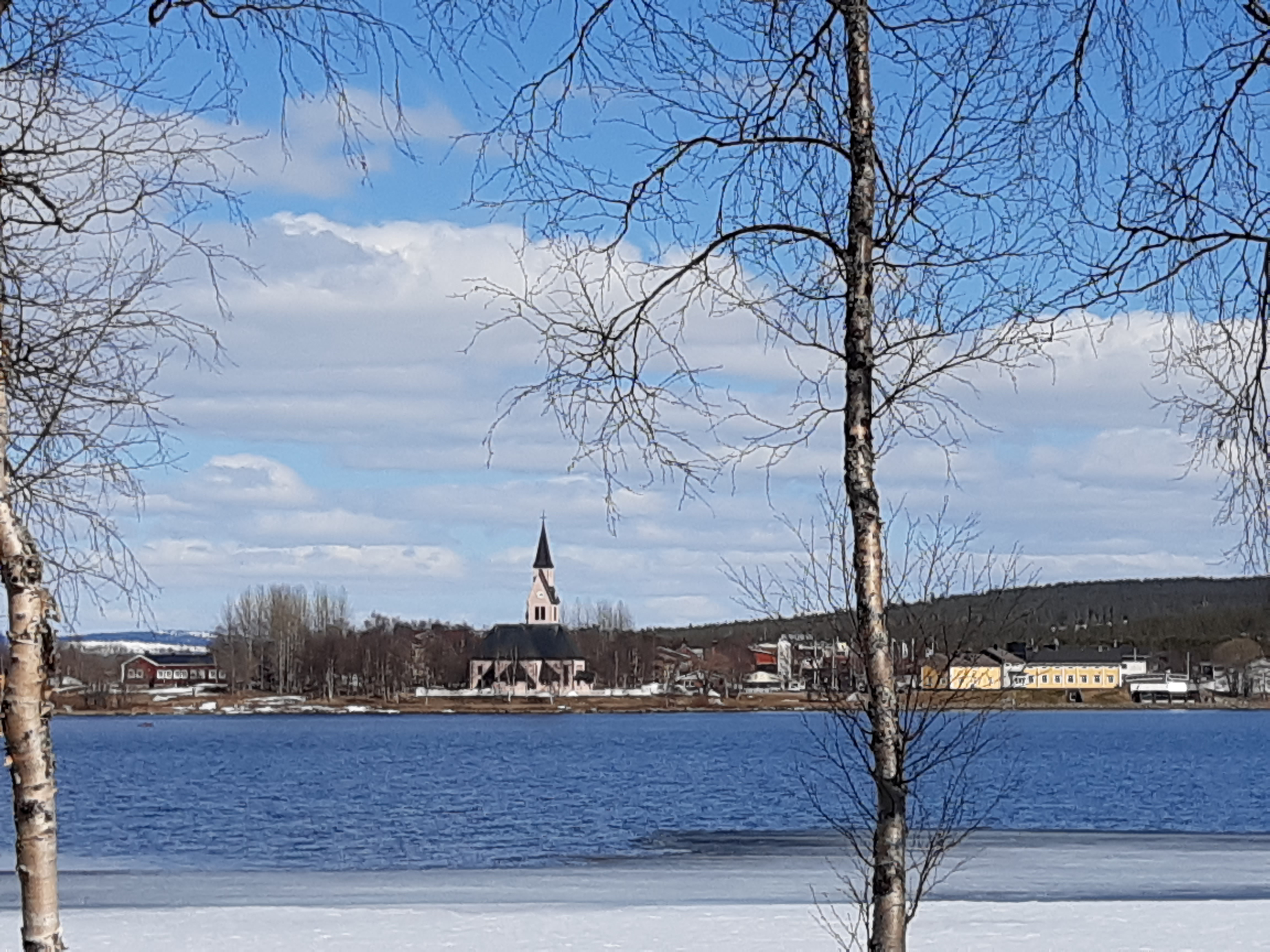
Utsikt över Sälla och Arjeplogs kyrka
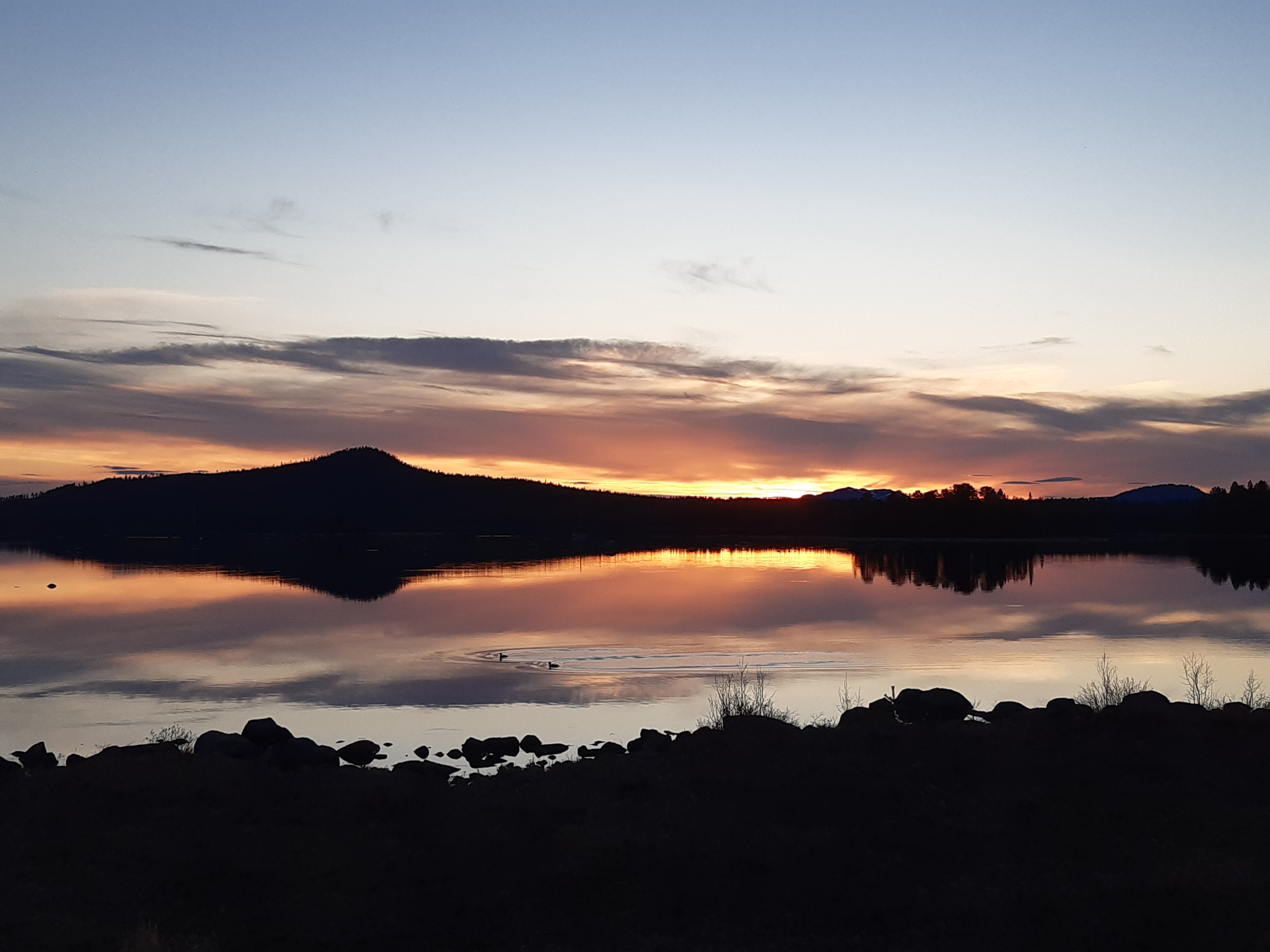
Midnattssol över Sälla